# Richard Schulte Staade

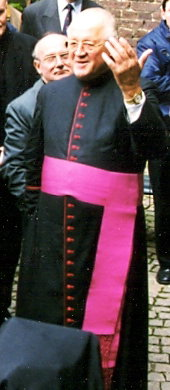
Richard Schulte Staade in Kevelaer

Richard Schulte Staade (* 25. Januar 1932 in Werden an der Ruhr; † 13. Januar 2020 in Kevelaer) war ein deutscher römisch-katholischer Priester und Theologe. Schulte Staade war von 1974 bis 2006 Pastor der Marienbasilika in Kevelaer und Wallfahrtsrektor der Kevelaerer Wallfahrt.

## Leben
Richard Schulte Staade war der Sohn aus einer Bauernfamilie in Werden an der Ruhr. 1936 musste die Familie nach Lüdinghausen umsiedeln. Nach Kriegsende brach er zunächst den Besuch des Gymnasiums ab und half auf dem heimischen Bauernhof aus und besuchte eine landwirtschaftliche Fachschule. Nach einer Begegnung mit dem Münsteraner Bischof Michael Keller beschloss er 1955 Priester zu werden. Schulte Staade holte sein Abitur am Marianum in Neuss nach und studierte in Münster und München Philosophie und Theologie sowie Kunstgeschichte bei Hans Sedlmayr.
Am 21. Juni 1963 empfing er die Priesterweihe und war zunächst Kaplan in den Kirchengemeinden St. Georg in Bocholt und St. Jakobi in Coesfeld. 1966 wurde er Bezirksvikar für das bischöfliche Kommissariat Niederrhein in Wesel und 1971 Domvikar an der hohen Domkirche in Münster, Leiter der Abteilung Erwachsenenseelsorge, Leiter und Beirat der Gruppe Familienseelsorge, stellvertretender Leiter der Hauptabteilung Seelsorge im bischöflichen Generalvikariat und Diözesanbeauftragter der katholischen Ehe- und Familienberatung im Bistum Münster.
Ab 1975 wirkte er als Pfarrer in Kevelaer, Pfarrei St. Marien und Rektor der Wallfahrt. 1976 wurde Schulte Staade Dechant im Dekanat Goch und 1982 Ehrendomkapitular im St.-Paulus-Dom in Münster. Ab 1985 war er Mitglied des Priesterrates und nichtresidierender Domkapitular. 1988 war er Definitor im Dekanat Goch und ab 1989 Konsistorialrat ehrenhalber der Apostolischen Exarchie für Ukrainer des byzantinischen Ritus in Deutschland und Skandinavien. 1992 ernannte ihn Papst Johannes Paul II. zum Ehrenprälaten Seiner Heiligkeit. Ebenfalls im Jahr 1992 wurde er Ehrendomkapitular an der Kathedrale unserer lieben Frau in Luxemburg und ab 1993 Großarchimandrit des Patriarchates von Antiochien und des gesamten Orients. 1994 wurde Schulte Staade erneut Definitor im Dekanat Goch und 1996 Ehrendomherr der Christoffelkathedraal im niederländischen Bistum Roermond. Ab 2000 war er überdies Patriarchal-Exarch des Patriarchates von Antiochien und des gesamten Orients. Im Jahr 2002 wurde Schulte Staade zum Ehrenbürger der Stadt Kevelaer ernannt. Im Februar 2006 erfolgte seine Verabschiedung aus Kevelaer; seither war er Parochus emeritus in Wesel. Im April 2007 berief ihn der Großmeister des ökumenischen Lazarus-Ordens, Herzog von Brissac, zum Lazarus-Ordenskaplan im Humanitären Großpriorat Europa; er nahm ihn, gemeinsam mit dem Geistlichen Protektor des Lazarus-Ordens, Patriarch Gregorios III., in Krefeld-Hüls in den Lazarus-Orden auf und überreichte die Ordensinsignien. Er war ab 1959 Mitglied der K.D.St.V. Burgundia München im CV.
Beim Festakt der Stadt Kevelaer aus Anlass des 375-jährigen Jubiläums der Wallfahrt hielt der Ehrenbürger am 4. Mai 2017 eine vielbeachtete Festrede. Unter anderem berichtete er davon, wie es in neunjähriger Anstrengung gelang, den Papstbesuch in Kevelaer am 2. Mai 1987 zu bewerkstelligen. Er bekundete seine tief empfundene Wertschätzung für die hl. Mutter Teresa von Kalkutta, die gleichfalls 1987 in Kevelaer weilte. Er erzählte auch andere, kleinere und größere Begebenheiten aus seiner Amtszeit, u. a. davon, dass einmal ein RAF-Terrorist sich in Kevelaer von der politischen Kriminalität losgesagt habe. Schulte Staade war Ehrenmitglied von Pax Christi Kevelaer, eingedenk seiner Verdienste um die Erinnerung an die Pax-Christi-Ereignisse dort im Jahr 1948 und die Folgekongresse 1958, 1973 und 1988. Die neue Wallfahrtsstätte aus den 1980er-Jahren trägt auf seine Anregung hin den Namen Forum "Pax Christi".
Ein bleibendes Zeugnis seines Wirkens in Kevelaer ist die Orthodoxe Johanneskapelle, deren Bau auf seine Initiative zurückgeht und für die er sich viele Jahre eingesetzt hat. Voraussetzung für den Bau war die Zustimmung von Bischöfen verschiedener autokephaler orthodoxer Kirchen, diese Kapelle für liturgische Feiern zu nutzen. 1989 konnte Schulte Staade die Unterzeichnung einer solchen Vereinbarung erreichen.
Am 31. Oktober 1992 wurde die Kapelle, beispielhaft für die ökumenische Zusammenarbeit, die Schulte Staade sehr am Herzen lag, in Anwesenheit zahlreicher orthodoxer und katholischer Würdenträger feierlich eingerichtet.

## Werke (Auswahl)
- Gebete und Gesänge zur Kevelaerwallfahrt. Kirchliche Druckerlaubnis Nr. 305/6-32/76, Münster, den 10. September 1976. Verlag Butzon & Bercker, Kevelaer 1976, ISBN 3-7666-8951-7.
- Josef von Nazareth. Der Mann im Hintergrund. (Hrsg. mit German Rovira), St. Ulrich Verlag, Augsburg 2007.